# Jeta (Guinea-Bissau)
Jeta (portugiesisch: ilha de Jata) ist eine Insel, die zum westafrikanischen Land Guinea-Bissau gehört. Sie liegt nördlich des Bissagos-Archipel unmittelbar vor der Festlandsküste und hat eine Fläche von 109 Quadratkilometern.

## Lage
Die Insel liegt 1500 Meter westlich der etwas größeren Ilha de Pecixe, vor der Mündung des Flusses Rio Mansôa im Atlantischen Ozean, und 1700 Meter südlich des Festlands, getrennt durch den Canal de Jata. Jeta gehört zum Verwaltungssektor Caió in der Region Cacheu.
Im Süden trennt die breite Meeresstraße Canal do Gêba die Ilha Jeta und ihre Nachbarinsel Pecixe von den Inseln des Bissagos-Archipel.

## Bevölkerung
Die Bevölkerung – etwa 4000 Angehörige des Manjak sprechenden Volkes der Manjaku (port.: Manjacos) – lebt vom Anbau von Reis, Mais, Bohnen, Maniok, Erdnüssen und Cashewfrüchten.